# Want (minialbum)
Want – drugi koreański minialbum Taemina, wydany 11 lutego 2019 roku przez SM Entertainment. Płytę promował singel „Want”. Minialbum sprzedał się w liczbie 111 950 egzemplarzy w Korei Południowej (stan na wrzesień 2020 r.).

## Lista utworów
| CD | CD                                                | CD                                                                                | CD | CD                                    | CD      |
| Nr | Tytuł utworu                                      | Tekst                                                                             | Kompozycja | Aranżacja                             | Długość |
| -- | ------------------------------------------------- | --------------------------------------------------------------------------------- | --- | ------------------------------------- | ------- |
| 1. | „Want”                                            | Kenzie                                                                            | Tooji Keshtkar, Mats Koray Genc, Saima Mian, Anne Judith Stokke Wik, Nermin Harambasic, Ronny Vidar Svendsen, Jonas Bjordal, Martin Mulholland | Ronny Vidar Svendsen, Mats Koray Genc | 3:28    |
| 2. | „Artistic Groove”                                 | Cho Yoon-kyung                                                                    | David Björk, Didrik Thott | David Björk, Didrik Thott             | 3:37    |
| 3. | „Shadow”                                          | Min Yeon-jae, January 8, Yoo Jae-rom (lalala studio), Lee Jae-hwi (lalala studio) | Maria Marcus, DAICHI, Katerina Bramley | Maria Marcus                          | 3:09    |
| 4. | „Truth”                                           | JQ, Kim Hye-jung (makeumine works)                                                | G'harah "PK" Degeddingseze, Omar Andres Taraves, Joshua Scott Chasez, VMP, Jayrah Gibson                                                       | G'harah "PK" Degeddingseze            | 3:19    |
| 5. | „Never Forever”                                   | Hwang Yu-bin                                                                      | Jesse Frasure, Nolan Sipe, Calynn GreenJosh Kerr                                                                                               | Frasure                               | 2:48    |
| 6. | „Honjasmal (Monologue)” (kor. 혼잣말 (Monologue)) | Lee Seu-ran                                                                       | Robert Gerongco, Samuel Gerongco, Andrew Michael Briol                                                                                         | Robert Gerongco, Samuel Gerongco      | 3:20    |
| 7. | „Want (Outro)”                                    |                                                                                   | Steven Lee | Steven Lee                            | 0:59    |

## Notowania
| Lista                        | Pozycja |
| ---------------------------- | ------- |
| Gaon Weekly Album Chart      | 1       |
| Billboard World Albums       | 4       |
| Billboard Heatseekers Albums | 5       |
| Five Music (Tajwan)          | 1       |